# 모이즈 촘베
모이즈 카펜다 촘베(프랑스어: Moïse Kapenda Tshombé, 1919년 11월 10일 ~ 1969년 6월 29일)는 콩고 민주 공화국의 정치인이며 카탕가 주의 분리 독립을 주도하여 콩고 위기의 원인을 제공했다.

## 어린 시절
룬다족의 일원으로 벨기에령 콩고의 무숨바 근처에서 성공적인 비지니스맨의 아들로 태어났다. 미국의 선교사 학교에서 교육을 받고, 후에 회계사로서 훈련을 받았다. 1950년대에 그는 카탕가 주의 상점들의 체인을 운영하고, 후에 정치에 관련되었다.

## 정치 경력
그는 고드프루아 무농고와 함께 카탕가부족연합회를 창당하였으며, 벨기에 제국으로부터 연방 콩고의 독립을 흥행하였다.
카탕가부족연합회는 1960년 5월에 열린 총선에서 카탕가국의 지방적 입법을 이겼다. 한달 후에 콩고는 독립한 공화국이 되었고, 촘베는 카탕가 주의 대통령이 되었다.
독립에 이어 결과를 가져온 투쟁과 대혼란에 카탕가부족연합회는 콩고의 나머지로부터 카탕가 주의 분리 독립을 선언하였다. 기독교 신자이자 반공주의의 친서방적 촘베는 "우리는 대혼란으로부터 분리하고 있다."고 선언하였다. 벨기에와 지속적인 동맹들에 호의를 가진 그는 카탕가 육군을 모집하고 훈련시키는 데 벨기에 정부에게 사관들을 보내는 것을 의문하였다.

## 독립 운동의 지도자

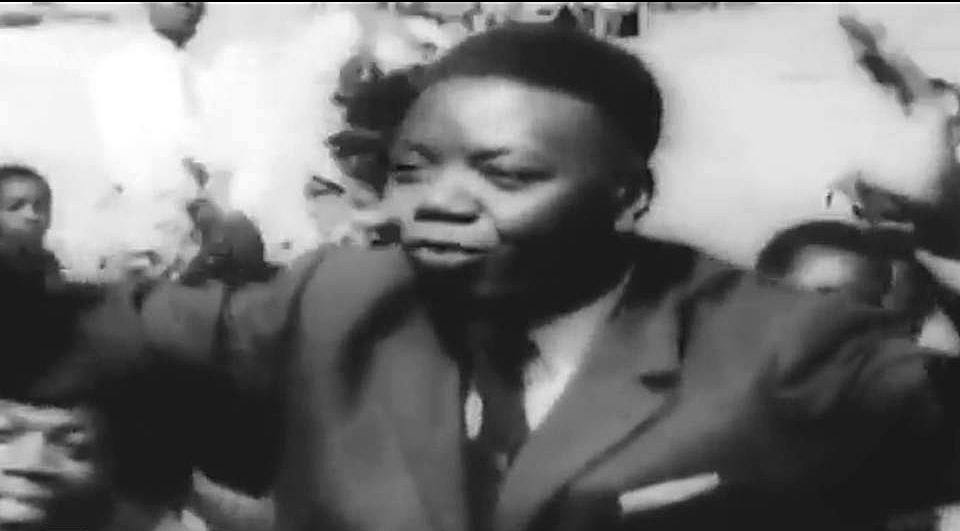
자신의 후원자들에 둘러싸인 촘베

촘베는 카탕가국의 독립을 위하여 유엔의 승인을 요구하였고, 무력과 만날 유엔군에 의한 아무 중재를 공고하였다. 그럼에 불구하고, 콩고의 총리 파트리스 루뭄바와 그의 후임자 시릴 아둘라는 성공적으로 유엔군으로부터 부탁하였다. 유엔군은 다그 함마르셸드 사무총장에 아일랜드 대표 코너 크루즈 오브라이언의 지도 아래 보내졌다.
루뭄바의 정부는 타도되었고, 루뭄바는 모부투 세세 세코에 의하여 포로로 잡혀가 티스빌에 있는 하디 수용소에서 유치되었다. 그 일은 벨기에의 아프리카 정세국의 장관 하롤트 다스프레몬트 린던이 루뭄바를 카탕가국으로 보내는 데 1961년 1월 16일 레오폴드빌에 있는 정부(조제프 카사부부 대통령과 모부투)에게 높이 비밀적 전보를 보냈다고 단언되어 왔으나 전혀 증명되지 않았다. 그 일은 루뭄바를 석방시켰던 것 같은 군인들 중에 루뭄바의 증가하는 인기로부터 막아질 것이었으며, 그 동안 군인의 폭동과 불안은 그 날로 하디 수용소에서 증가하였다. 전보는 아직도 존재하는 데 보이지 않았다.
카탕가국으로 사베나 DC-4 항공기에 날아가는 동안 루뭄바는 자신을 수행한 콩고군들에 의하여 매를 맞았다. 카탕가국에서 감금에 루뭄바는 촘베, 고드프루아 무농고, 키브웨, 키텡게와 루즈포르 같은 카탕가국의 유명 인사와 벨기에의 군인들에 의하여 방문되었다. 루뭄바의 사형은 벨기에의 용병 쥘리앵 하트에 의하여 지도된 총살형으로 실행되었다.

## 이후의 생애

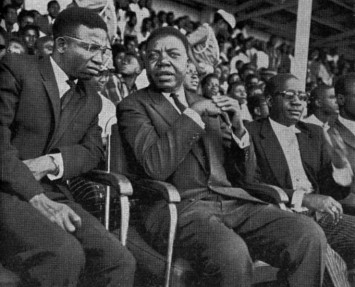
레오폴드 2세 경기장에서 열린 축구 경기에서 (1965년 10월)

1963년 유엔군은 성공적으로 카탕가국을 점령하여 촘베가 북로디지아로, 후에 스페인으로 망명하는 데 몰아냈다. 1964년 7월 그는 콩고로 귀국하여 새로운 연정에 총리를 지냈다. 간신히 1년 후에 그는 1965년 10월 카사부부 대통령에 의하여 자신의 총리직으로부터 면직되었다. 1965년 후순에 카사부부 정권에 성공적인 쿠데타를 실현한 모부투 대령은 또다시 국가를 달아나 스페인에 정착한 촘베에 반역죄의 고발들을 가져왔다.
1967년 촘베는 사형 선고를 받았다. 그해 6월 30일 그는 SDECE 요원 프랜시스 보데난에 의하여 알제리로 납치된 호커 시들리 항공기에 타고 있었다. 콩고 정부에 의하면 촘베는 아프리카로 향하고 있었다고 한다.
촘베는 알제리로 끌려가 투옥되어 자택 감금에 놓였다. 항공기의 영국인 조종사들 트레버 코플스턴과 데이비드 테일러는 석방되어 영국으로 귀국하였다. 콩고 정부는 콩고로 그의 본국 송환을 요구하였고, 그의 서방 후원자들은 그의 석방을 위하여 선동하였다. 알제리인들은 양쪽의 요구들에 저항하였다. 1969년 6월 29일 촘베는 알제에서 사망하였고, 그의 사망의 공식적 원인은 "심부전"으로서 명부에 올려졌다.

## 매장
촘베는 감리교 전례에서 벨기에 브뤼셀 근처에 있는 에테르베크 묘지에 매장 되었다.